# Xenochromis hecqui
Xenochromis hecqui là một loài cá thuộc họ Cichlidae. Nó chỉ được tìm thấy ở Lake Tanganyika, phía đông Africa.